# Wow!好站
Wow!好站隸屬於行冠企業股份有限公司，是台灣第一家汽車後服務網路平台。行冠企業股份有限公司由裕隆集團於1999年投資成立，以「行遍天下」為共同品牌，發展客服、零配件、文創等汽車服務，以及整合集團內水平週邊資源及策略聯盟廠商。2019年宣布成立「 Wow! 好站」，是一個O2O的電商平台。

## 歷史沿革
2017年成立前身車車盟，推出汽車保修美容服務。
2018年與裕融企業合作推出汽車融資服務、與行遍天下合作推出機場接送服務。
2019年推出配備升級服務，4月正式更名為Wow!好站，導入串聯線上與線下之新零售商業服務模式。12月與中油結盟，於林口工三站展開試營運。2021年轉型為carcargo車評網 （页面存档备份，存于）汽車保養媒合平台。

## 外連網址
Wow好站 粉專